# Stephan Franz
Stephan Franz, född den 26 november 1785 i Wien, död där den 19 december 1855, var en österrikisk tonsättare.
Franz undervisades redan vid sex års ålder av sin far i violinspelning. Han blev sedermera elev av Dominik Ruprecht och av Albrechtsberger i generalbas och komposition, samt fick därjämte tillfälle att hos Joseph Haydn, med vilken hans far var nära bekant, inhämta råd och upplysningar i ämnet. Franz utnämndes 1828 till kapellmästare vid Burgtheater i Wien. Han komponerade mässor, stråkkvartetter, violinkonserter och sånger med mera.